# Målkamera
Målkamera är en kamera som används i sportsammanhang för att underlätta domslut. Målkamera används bland annat av måldomare inom ishockey. I svensk ishockey debuterade målkameran i SM-finalserien 1998.
Inom fotbollen infördes målkameror i England i samband med FA Community Shield 2013 samt Premier League 2013/2014. efter att införandet av dessa ständigt varit under diskussion i media i flera år. FIFA-presidenten Sepp Blatter sade i september 2008 att han kan tänka sig ett införande av ett målkamerasystem i form av antingen microchip i bollarna eller kameror bakom målet men anser att bedömningen måste kunna ske utan att man stoppar spelet.
Inför säsongen 2015/2016 infördes målkameror i franska Ligue 1 samt tyska Fußball-Bundesliga och italienska Serie A.